# Burchard Mauchard
Burchard David Mauchard  (1696-1751) est un professeur d'anatomie et de chirurgie à l'Université de Tübingen dans le duché de Wurtemberg. 
Il a été l'un des pionniers dans le domaine de l'ophtalmologie. Il est l'un des premiers, en 1748, à décrire la maladie oculaire connue sous le nom de kératocône.